# Ralph Packet
Ralph Packet (Etterbeek, 17 juli 1990) was een Belgisch politicus voor de N-VA en Europees Parlementslid.

## Levensloop
Packet werd geboren in het Brussels Hoofdstedelijk Gewest als kind van West-Vlaamse ouders. Hij groeide op in de Vlaamse Rand en woont sinds 1997 in Tervuren.
Na voorbereidende studies Toegepaste Informatica volgde hij een gerenommeerde opleiding Digital Arts & Entertainment aan de Hogeschool West-Vlaanderen. Na drie jaar studeerde hij af in de richting Game Graphics Production. Vervolgens deed hij een stage bij softwarebedrijf Dassault Systems 3D Excite in Vilvoorde, waarna hij er aan de slag ging als 3D-artiest. Packet maakte er deel uit van een internationaal team dat CGI-projecten realiseerde voor grote automerken. Daarnaast volgde hij jongerenstages bij Defensie zoals Para Junior en Luchtcadetten.
Via activiteiten in de speelpleinwerking, de jeugdwerking en het verenigingsleven kwam Packet in contact met de politiek. Hij bouwde de Jong N-VA-afdeling in Tervuren mee uit en was van 2013 tot 2015 nationaal voorzitter van Jong N-VA. Ook werd hij actief bij de lokale N-VA-afdeling van Tervuren.
Bij de Europese verkiezingen van 2014 stond hij als derde opvolger op de N-VA-lijst. Op 22 november 2018 werd hij Europees Parlementslid in opvolging van Sander Loones, die minister van Defensie werd in de Regering-Michel I. Hij was er vast lid van de commissie Economie en Monetaire Zaken en plaatsvervangend lid van de commissie Internationale Handel en van de commissie Burgerlijke Vrijheden, Justitie en Binnenlandse Zaken. Bij de verkiezingen van 2019 raakte hij niet herkozen.